# Тюмлауер-Ког
Тюмлауер-Ког (нім. Tümlauer-Koog) — громада в Німеччині, розташована в землі Шлезвіг-Гольштейн. Входить до складу району Північна Фризія. Складова частина об'єднання громад Айдерштедт.
Площа — 6,2 км2. Населення становить 97 ос. (станом на 31 грудня 2020).

## Галерея

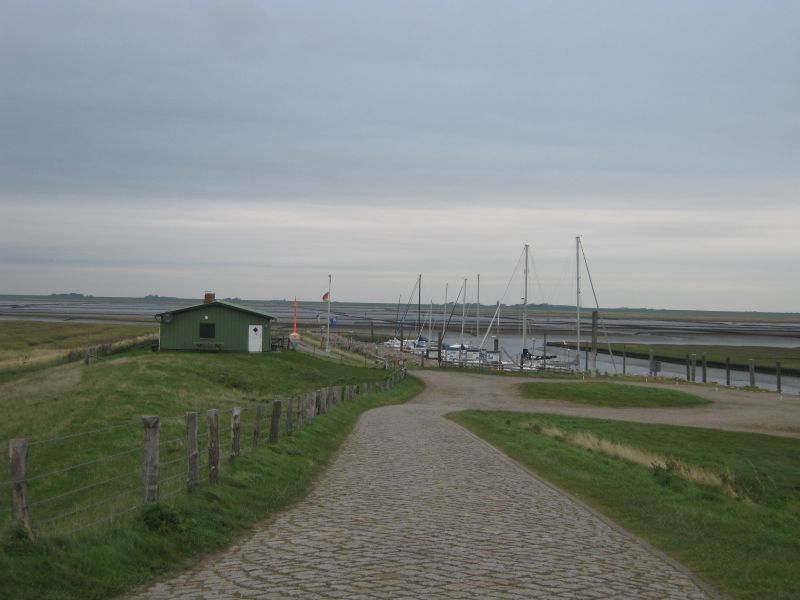
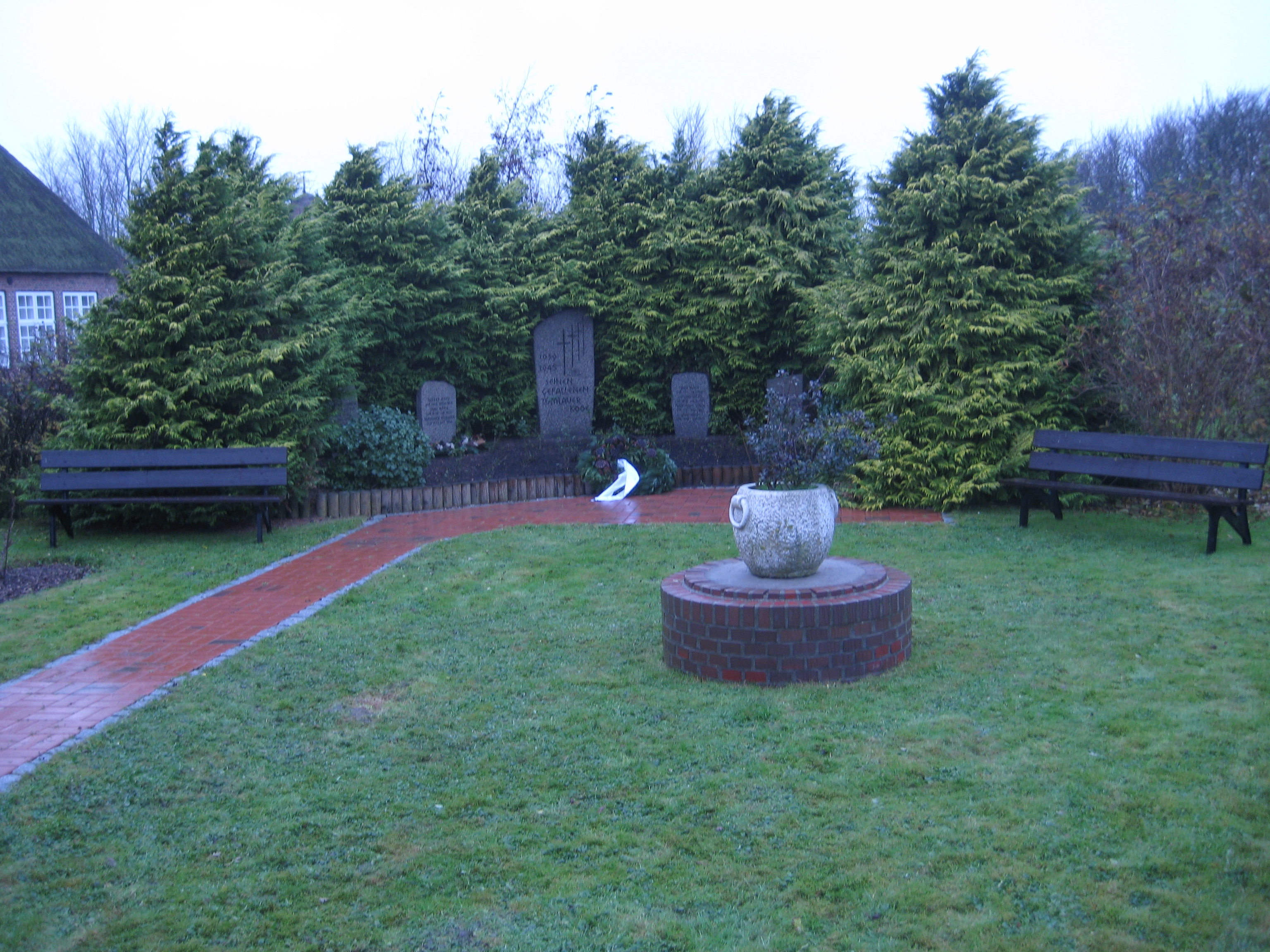